# Edmund J. Stack
Edmund John Stack (* 31. Januar 1874 in Chicago, Illinois; † 12. April 1957 ebenda) war ein US-amerikanischer Politiker. Zwischen 1911 und 1913 vertrat er den Bundesstaat Illinois im US-Repräsentantenhaus.

## Leben
Edmund Stack besuchte die öffentlichen Schulen seiner Heimat. Nach einem anschließenden Jurastudium an der Lake Forest University und seiner 1895 erfolgten Zulassung als Rechtsanwalt begann er in Chicago in diesem Beruf zu arbeiten. Später wurde er einer der juristischen Berater seiner Heimatstadt. Außerdem war er Strafverteidiger. Gleichzeitig schlug er als Mitglied der Demokratischen Partei eine politische Laufbahn ein. Im Jahr 1906 kandidierte er noch erfolglos für den Kongress.
Bei den Kongresswahlen des Jahres 1910 wurde Stack dann aber im sechsten Wahlbezirk von Illinois in das US-Repräsentantenhaus in Washington, D.C. gewählt, wo er am 4. März 1911 die Nachfolge des Republikaners William Moxley antrat. Da er im Jahr 1912 von seiner Partei nicht mehr zur Wiederwahl nominiert wurde, konnte er bis zum 3. März 1913 nur eine Legislaturperiode im Kongress absolvieren.
Nach dem Ende seiner Zeit im US-Repräsentantenhaus praktizierte Edmund Stack wieder als Anwalt. Er starb am 12. April 1957 in seiner Heimatstadt Chicago.